# Karangsari (Karangpawitan)
Karangsari is een bestuurslaag in het regentschap Garut van de provincie West-Java, Indonesië. Karangsari telt 3970 inwoners (volkstelling 2010).